# موش‌های سرباریک
موش‌های سرباریک (نام علمی: Stenocephalemys) نام یک سرده از زیرخانواده نیاموشان است.

## گونه‌ها
- موش پاسفید اتیوپی (Stenocephalemys albipes)
- موش سرباریک اتیوپی (Stenocephalemys albocaudata)
- موش سرباریک دم‌خاکستری (Stenocephalemys griseicauda)
- موش روپ (Stenocephalemys ruppi)